# Il viaggiatore (romanzo)
Il viaggiatore (The Journeyer) è un romanzo di Gary Jennings che narra le vicende di Marco Polo. Il romanzo è una versione non edulcorata dalle censure che lo stesso Marco Polo e Rustichello da Pisa si imposero al momento di dare alle stampe le memorie di viaggio dell'esploratore veneziano.
Nella sinossi dell'edizione del 1984, si legge: "Quando Marco Polo era in punto di morte, amici e parenti si riunirono al suo capezzale cercando di convincerlo a dichiarare che quello che aveva scritto nel suo libro erano solo menzogne per poter andare incontro alla morte senza peccato. Al che lui li maledisse tutti e disse "Non ho raccontato neanche la metà di quello che ho fatto e veduto nei miei viaggi".

## Trama
L'intero romanzo, pur dettagliato e preciso nei suoi riferimenti alla storia e alla società del tempo, prende spunto dalla fantasia dell'autore Gary Jennings, già segnalatosi con il precedente lavoro "L'azteco" (vincitore del "Bancarella").
La storia inizia con uno scambio epistolare tra Rustichello da Pisa (ormai letterato affermato) ed un Marco Polo ormai anziano, impegnato con successo a Venezia nelle attività mercantili della famiglia Polo.
Rustichello propone a Marco di stendere un nuovo resoconto delle sue strabilianti avventure nel lontano oriente, perché è sua intenzione riproporre un libro di viaggi per rinverdire i successi del "Milione". Stavolta però, Rustichello userà l'artificio di un protagonista immaginario (un fantomatico mercante fiammingo) quale protagonista, per salvaguardare il "buon nome" dei Polo nel mondo. Marco Polo risponde entusiasticamente all'invito del vecchio compagno di prigionia ("Il Milione" fu redatto da Rustichello sotto dettatura dello stesso Marco nel corso della loro permanenza forzata nelle prigioni genovesi ed in seguito ad una sconfitta della flotta veneziana in uno dei tanti scontri armati tra le due repubbliche marinare).
I primi capitoli del romanzo vedono Marco Polo ancora un ragazzino, protagonista di disavventure ed azioni al limite della legalità insieme ai ragazzi orfani della parte più povera di Venezia.
Marco infatti, è un ragazzo abbandonato a sé stesso, sotto la tutela dei servitori di "Ca' Polo" e degli impiegati contabili della Compagnia che ne curano l'educazione e si preoccupano solamente dei bisogni materiali del giovane Polo, senza seguirne l'educazione. Il padre e lo zio sono creduti morti perché da quasi dieci anni non si hanno più notizie di loro, da quando si recarono a Costantinopoli per informarsi degli affari della compagnia e poi ancora più ad est, in territori talmente remoti e leggendari da dar vita alle più sfrenate dicerie.
Marco si mette nei guai spinto dall'infatuazione per una donna più grande di lui e finisce in prigione con la gravissima accusa di aver ucciso il nuovo Doge. Grazie anche all'inatteso ritorno del padre e dello zio a Venezia, Marco riesce ad uscire di galera ma viene bandito dalla città. Parte quindi con il padre e lo zio che vogliono tornare nell'estremo oriente, nel Catai (l'odierna Cina) dal Khan Kubilai. Il viaggio dura circa tre anni, durante i quali la compagnia vive svariate avventure ed il giovane Marco approccia le numerosissime e diversissime culture che incontra sul suo cammino. All'arrivo nel Catai, la famiglia Polo è accolta con tutti gli onori dal "Khan di tutti i Khan", che non aveva dimenticato i due fratelli veneziani dai tempi del loro primo soggiorno in oriente. Dopo un primo approccio che per poco non costa a Marco un'incriminazione alla pena capitale, il sovrano del Catai decide di dare al giovane l'incarico di essere "i suoi occhi e le sue orecchie" nella corte di Khanbaliq (la capiatle del Catai, l'odirna Pechino). Si instaura così un rapporto di estrema fiducia tra il giovane veneziano ed il potente monarca, che arriverà a confidarsi con Marco anche per questioni di somma importanza. Non mancheranno le avventure, gli intrecci amorosi, le storie di guerra e di amicizia tra Marco Polo e la gente del posto. Degli anni che Marco Polo trascorrerà nel Catai il ricordo più struggente sarà quello della storia d'amore con la bella sordomuta ed ex-schiava Hui Sheng, che morirà nel dare alla luce il figlio (nato morto) di Marco. Alla soglia dei 40 anni (di cui 20 trascorsi in esilio) Marco Polo, il padre Niccolò e lo zio Maffeo - nel frattempo ridotto in stato poco più che vegetativo per l'assunzione di una potente droga sconosciuta nel corso di un perverso gioco erotico - decideranno di rientrare a Venezia, non prima che Marco si metta un'ultima volta al servizio di Kubilai in missione diplomatica "nell'aberrante terra degli Indù" (parole stesse di Marco Polo). Dopo un viaggio per mare a bordo di una flotta di giunche oceaniche tale da far impallidire le più moderne squadre navali occidentali, i tre arrivano in Persia, e da lì intraprendono il restante percorso con i mezzi dell'andata. Le ultime peripezie (l'incontro con dei briganti in Cappadocia, l'arrivo notturno a Costantinopoli...) non impediscono ai Polo di rientrare in patria carichi di gloria e delle ricchezze accumulate in 20 anni di successi commerciali (che Niccolò aveva continuato ad inviare a Venezia grazie al "moderno" servizio postale dei mongoli). Marco Polo negli anni seguenti si sposerà ed avrà tre figlie, si arruolerà nella flotta della Repubblica di Venezia in riparazione delle "marachelle" compiute 20 anni prima e intraprenderà la brillante carriera di mercante secondo tradizione familiare. Ma in cuor suo resterà sempre il rimpianto degli anni avventurosi del Catai che lo ha spinto a rievocare per l'amico Rustichello un periodo della sua vita che non potrà più tornare.

## Curiosità
- L'autore Gary Jennings (giornalista e scrittore, scomparso nel 1999), si premunì di effettuare egli stesso parte del tragitto originale dei Polo nei primi anni '80 del XX secolo utilizzando i mezzi di trasporto e locomozione disponibili nel 1300; questo per aggiungere verosimiglianza alla narrazione.

### Edizioni
- Gary Jennings, Il viaggiatore, traduzione di Bruno Oddera, collana Superbur, Rizzoli, 1988,  p. 908, ISBN 88-17-11341-7.